# Ivna Bućan
Ivna Bučan rod. Peračić (Split, 14. rujna 1933.), hrvatska biologinja i profesorica biologije i kemije. Rođena je 14.rujna 1933. god. u Splitu, gdje je i završila osnovnu i srednju školu. Diplomirala je na PMF-u u Zagrebu i stekla zvanje profesora biologije. U prosvjeti je radila ukupno 45 godina od čega u Osnovnoj školi "Oštrog" u Kaštel Lukšiću do umirovljenja 2000. god, pune 42 godine. Radila je u razredu kao predmetni nastavnik biologije i kemije. Preseljenjem u novu školsku zgradu 1976. god., prostrani, ali potpuno zapušteni okoliš škole pokrenuo je na akciju, u njoj u djetinjstvu rođenu ljubav i sklonost ka zemlji i prirodi u vinogradu djeda Bartula na splitskom Marjanu. Uz pomoć kolega i učenika počela je podizati Školski botanički vrt oko škole. Njegova je utemeljiteljica, voditeljica do umirovljenja i savjetnica do danas. Danas je to prvi Školski botanički vrt u Hrvatskoj, zaštićeni Spomenik hortikulture, jedinstven u Europi i jedan od najbogatijih mediteranskih vrtova na hrvatskoj obali. God .1998. je pred novim izazovom, želi okupiti sve biljke, o kojima govori Biblija, na jednom mjestu. Utemeljuje i vodi do danas prvi Biblijski vrt u Hrvatskoj kao i Udrugu koja o vrtu brine. Pokrenula je i vodila brojne akcije na unapređenju životnog okoliša i kulture življenja, okupivši brojne stručne suradnike i ljubitelje prirode. Tako je od 1991. god. utemeljiteljica i dugogodišnja predsjednica prve ekološke udruge u Kaštelima Lijepa naša Kaštela. Autorica je knjige Školski botanički vrt i više drugih sličnih publikacija. Aktivno djeluje na stručnim ekološkim skupovima, nastupa u brojnim edukativnim emisijama na radiju, televiziji i raznim tiskovinama. Djela: Biblijski vrt Svetišta Gospe Stomorije i dr. 
2005. godine dobila Nagradu Ivo Horvat.